# Luca Mozzato
Luca Mozzato (ur. 15 lutego 1998 w Arzignano) – włoski kolarz szosowy.

## Osiągnięcia
Opracowano na podstawie:

2015
- 1. miejsce w Memorial Pietro Merelli
- 3. miejsce w Trofeo Buffoni

2016
- 1. miejsce w Gran Premio Sportivi di Sovilla
- 2. miejsce w Memorial Pietro Merelli

2019
- 1. miejsce w Circuito del Porto
- 2. miejsce w Trofeo Città di Brescia

2021
- 3. miejsce w Nokere Koerse
- 3. miejsce w Egmont Cycling Race

2022
- 2. miejsce w Tro Bro Leon
- 2. miejsce w Grote Prijs Marcel Kint
- 3. miejsce w Tour de Vendée

2023
- 1. miejsce na 2. etapie Tour du Limousin
- 1. miejsce w Binche-Chimay-Binche

2024
- 1. miejsce w Bredene Koksijde Classic
- 2. miejsce w Ronde van Vlaanderen

## Rankingi
| Rok             | 2018  | 2019 | 2020 | 2021 | 2022 | 2023 | 2024 |
| --------------- | ----- | ---- | ---- | ---- | ---- | ---- | ---- |
| World Ranking   | 1280. | 752. | 209. | 120. | 66.  | 116. | 66.  |
| UCI Europe Tour | 792.  | 548. | 174. | 103. | 54.  | 94.  | 53.  |
|                 |       |      |      |      |      |      |      |
| Źródło: UCI     |       |      |      |      |      |      |      |